# Mia és a fehér oroszlán
A Mia és a fehér oroszlán (eredeti cím: Mia et le lion blanc) 2018-as koprodukciós családi kalandfilm, amelyet Gilles de Maistre rendezett. A főbb szerepekben Daniah de Villiers, Mélanie Laurent és Langley Kirkwood látható. 
Franciaországban 2018. december 26-án, Amerikában pedig 2019. április 12-én mutatták be a mozikban. Magyarországon 2019. április 18-án jelent meg a Big Bang Media forgalmazásában.

## Cselekmény
A tizenegy éves Mia különleges kapcsolatot alakít ki Charlie-val, a szülei dél-afrikai macskafarmján született fehér oroszlánkölyökkel.
Három éven keresztül testvérpárként nevelkedtek együtt, és szoros kapcsolatot alakítottak ki. Amikor Mia betölti tizennegyedik életévét, és Charlie már egy csodálatos felnőtt oroszlánná vált, megtudja, hogy apja úgy döntött, eladja őt trófeavadászoknak. Elkeseredésében Miának nincs más választása, mint hogy Charlie-val együtt megszökjön és megmentse őt. Dacolva a veszélyekkel, elindult Dél-Afrikán keresztül a Timbavati vadonrezervátumba, ahol az oroszlán védelmet kap. 
Egy Dirk nevű trófeavadász, aki Johnnal üzletel, elhatározza, hogy Charlie lesz a következő trófeája, és elindul az egész országon át begyűjteni. Mia családja is a nyomukban van, és meg akarják akadályozni, nehogy Dirk utolérje őket.

## Szereplők
| Szerep               | Színész            | Magyar hang     |
| -------------------- | ------------------ | --------------- |
| Mia Owen             | Daniah De Villiers | Boldog Emese    |
| Charlie, az oroszlán | Thor               | –               |
| John Owen            | Langley Kirkwood   | Makranczi Zalán |
| Alice Owen           | Mélanie Laurent    | Pikali Gerda    |
| Mick Owen            | Ryan Mac Lennan    | Sándor Barnabás |
| Kevin                | Lionel Newton      | Fazekas István  |
| Jodie                | Lillian Dube       | Halász Aranka   |
| Dirk                 | Brandon Auret      | Welker Gábor    |

### Magyar változat
- Főcím: Radványi Dorottya
- Magyar szöveg: Zalatnay Márta
- Hangmérnök: Kiss István
- Vágó: Kajdácsi Brigitta
- Gyártásvezető: Fehér József
- Szinkronrendező: Marton Bernadett

A szinkront a Mafilm Audio Kft. készítette el.

## A film készítése
A francia rendező, Gilles de Maistre rendezésében készült produkciót három éven át forgatták, hogy a film fiatal sztárjai, Daniah De Villiers és Ryan Mac Lennon valódi kapcsolatot alakíthassanak ki a filmben szereplő oroszlánokkal és más állatokkal. A filmben a színészek és az állatok közötti jelenetek valódiak, nem használnak CGI-t. Mélanie Laurent, Langley Kirkwood, Brandon Auret és Lillian Dube is szerepel a filmben.
Kevin Richardson, az oroszlánsuttogóként („Lion Whisperer”) is ismert oroszlánszakértő felügyelte a teljes gyártási folyamatot, valamint az oroszlánok és a gyerekek közötti interakciókat, biztosítva az állatok, a szereplők és a stáb biztonságát a forgatáson.
A film egy eredeti történeten alapul, amelyet de Maistre felesége, Prune de Maistre írt, miután meglátogatták a dél-afrikai oroszlántenyésztő farmokat. A forgatókönyvet Prune de Maistre és William Davies írta. A film a Studiocanal, az M6 Films, a Film Afrika és a Pandora film koprodukciójában készült a Canal+, a Cine+, az M6, a W9 és a Film-und Medienstiftung NRW együttműködésével, valamint Kevin Richardson közreműködésével.